# Kef (gouvernement)
Kef (Arabisch: ولاية الكاف) is een van de 24 gouvernementen van Tunesië. De hoofdstad is El Kef. In 2006 had het gouvernement 257.900 inwoners.
In het gouvernement ligt de tafelberg Jugurtha Tableland.
Ariana · Béja · Ben Arous · Bizerte · Gabès · Gafsa · Jendouba · Kairouan · Kasserine · Kébili · Kef · Mahdia · Manouba · Médenine · Monastir · Nabeul · Sfax · Sidi Bouzid · Siliana · Sousse · Tataouine · Tozeur · Tunis · Zaghouan